# بخش کاردیموفسکی
بخش کاردیموفسکی (به لاتین: Kardymovsky District) یک منطقهٔ مسکونی در روسیه است که در استان اسمولنسک واقع شده‌است.